# BMW E21
BMW E21 — прямой потомок спорт-седанов BMW New Class и родоначальник третьей серии. Заложенная в этой модели идеология «третьей серии» оставалась в целом неизменной вплоть до начала 1990-х годов. Выпуск модели был начат 2 мая 1975 года (в США — в 1977 году). Завершён — в 1983 году. Машина пришла на смену BMW 2002 и выпускалась в виде двухдверного седана. Существовал малосерийный вариант кабриолета, разработанный кузовным ателье Baur.

## Кузов и оборудование
Знаменитая двойная оптика, появившаяся у E21 в 1977 году, на долгие годы стала самой узнаваемой чертой BMW. Зеркала заднего вида, выполненные в корпусе из пластика чёрного цвета, оснащались электроприводом (кроме BMW 315). Изменённый передний бампер дополнили спойлером. Центральная консоль развёрнута к водителю.

## Двигатели
С обновлением силовых агрегатов была осуществлена и установка другого шасси: вместо 320 и 320i — 320/6. Мотор M20 оснащался электроприводом вентилятора из-за нехватки свободного места в подкапотном пространстве для вентилятора с приводом от силовой установки. Четырёхцилиндровая версия вместо вентилируемых передних тормозных дисков в 1977 году получила сплошные, а 323i — обзавелась дисковыми на задних колесах. 323-я модель обзавелась жёсткой передней подвеской, двумя выхлопными трубами, салоном Recaro и модернизированной передней панелью.
В то же время на 323i и 320i в пакете Sport установили стабилизатор для заднего моста. 320i с таким пакетом известна и как 320iS. Это модификация со спортивными креслами, передним спойлером и дисками фирмы BBS. В 1979 BMW E21 получил кузовные изменения, что позволило расширить свободное место под капотом и установить вентилятор с приводом от мотора для автомобилей с шестицилиндровыми силовыми установками.
Дизайнеры слегка поменяли детали интерьера, а ещё в 1979 году обновился инжекторный четырёхцилиндровый M10 для североамериканского рынка, производившийся в 1977—1979 годах. На его место пришел M10 1.8 K-Jetronic. 315-я модель, отправляемая на экспорт, иногда оснащалась силовой установкой 318i Bavaria, которая использовалась в BMW 318.
Модельный ряд для Европы:
- - 1981—1983 315 — 1,6 л BMW M10B16, 75 л. с. (55 кВт), 15 850 DM (1981)
  - 1975—1979 316 — 1,6 л BMW M10B16, 90 л. с. (66 кВт), 13 980 DM (1975)
  - 1980—1983 316 — 1,8 л BMW M10B18, 90 л. с. (67 кВт), 16 950 DM (1980)
  - 1975—1980 318 — 1,8 л BMW M10B18, 98 л. с. (72 кВт), 14 850 DM (1975)
  - 1981—1983 318i — 1,8 л BMW M10B18, 105 л. с. (77 кВт), 18 800 DM (1980)
  - 1975—1977 320 — 2,0 л BMW M20B20, 123 л. с. (80 кВт), 15 880 DM (1975)
  - 1977—1983 320i — 2,0 л BMW M20B20, 125 л. с. (92 кВт), 17 980 DM (1975)
  - 1978—1983 323i — 2,3 л BMW M20B23, 143 л. с. (105 кВт), 20 350 DM (1977)
- Остальные страны мира
  - 1976—1979 320i — 2,0 л BMW M10B20, 110 л. с. (82 кВт)
  - 1980—1983 320i — 1,8 л BMW M10B18, 100 л. с. (75 кВт)

## Рестайлинг
Модификации кузова E21 были произведены в конце 1979 года. Помимо увеличения подкапотного пространства у шестицилиндровой версии машины, на 4-цилиндровой модификации радиатор оставили там, где он был ранее, сделав для него специальный крепёж. Претерпел изменения и салон, в первую очередь, обновлённые элементы для управления вентиляцией и отоплением салона на панели.

## Alpina C1

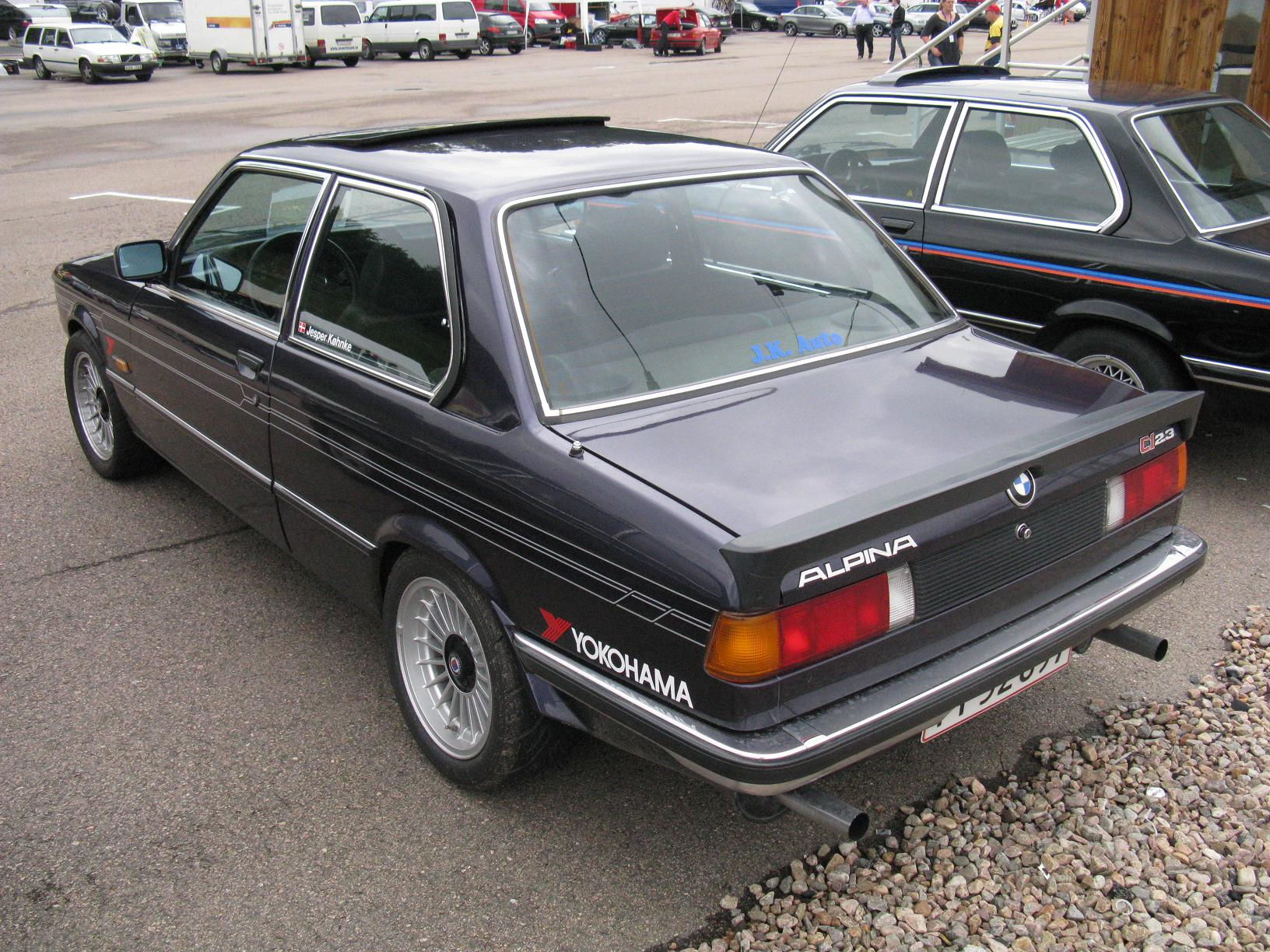
Alpina C1

Alpina C1 основана на BMW 323i (E21). C1 2.3 развивал 125 кВт (168 л. с.) и 225 Нм крутящего момента. Разгон 0-100 км/ч достигался за 7,8 секунды. Максимальная скорость составляла 213 км/ч. Дополнительная мощность была достигнута за счёт специальных поршней Mahle, а также специальной системы выпуска и зажигания. Модель также получила пятиступенчатую коробку передач с коротким передаточным числом. Когда BMW выпустила 325i, Alpina представила модели C2 2.5, а затем и модели 2.7, развивающие мощность в 190—210 л. с. (142—157 кВт) соответственно. Также были модернизированы тормоза и подвеска.
В моделях C1 2.5 и ранних C2 2.6, использовался двигатель M20B23 (2,3 л), но диаметр цилиндра и ход поршня были увеличены для достижения рабочего объёма 2552 см³. Alpina перебрала головку блока цилиндров и расточила её. Впускной коллектор также был переделан, так же Alpina использовала дроссельную заслонку большего размера. В итоге модель стала выдавать 136 кВт (182 л. с.) с крутящим моментом в 246 Нм. Alpina утверждала, что ускорение данной версии 0-100 км/ч занимало 7,1 секунды. Максимальная скорость составляла 220 км/ч. Было произведено, по разным данным, от 35 до примерно 400 автомобилей.